# Bythaelurus giddingsi
Bythaelurus giddingsi  (лат.) — один из видов рода Bythaelurus, семейство кошачьих акул (Scyliorhinidae). Он был открыт в 1995 году во время экспедиции Джона МакКоскера (John McCosker) из Калифорнийской академии наук. Целью экспедиции были съёмки документального фильма для телеканала Discovery, который вышел в эфир в 1996 году.. Дуглас Лонг (Douglas Long) первым заметил новый вид акул в ходе сбора образцов рыб. Новый вид был формально описан в статье, опубликованной в 2012 году, опубликованной в таксономическом журнале Zootaxa. Имя вида дано в честь подводного фотографа Ала Гиддингса (Al Giddings)

## Ареал
Это эндемичный вид, встречающийся у Галапагосских островов, в том числе островов Сан-Кристобаль, Дарвин, Марчена и Фернандина на глубине 428—562 м.

## Описание
Окрас сверху коричневый со светлыми асимметричными пятнами. Ну некоторых особей пятна отсутствуют или выстроены по одной линии. Брюхо светлее. Размер около 30 см в длину. Голова короткая, составляет от 21 % до 24 % от общей длины тела. Конец морды тупой и закруглённый. Спинные плавники высокие и узкие, анальный плавник широкий. Грудные и брюшные плавники имеют треугольную форму. Хвостовой плавник узкий и асимметричный.

## Биология
Подобно прочим кошачьим акулам предпочитает держаться у дна.